# Alcis praepicta
Alcis praepicta är en fjärilsart som beskrevs av W. Warren 1901. Alcis praepicta ingår i släktet Alcis och familjen mätare. Inga underarter finns listade i Catalogue of Life.